# 鶏沢県
鶏沢県（けいたく-けん）は中華人民共和国河北省邯鄲市に位置する県。

## 歴史
前漢により設置された広平県を前身とする。西晋により廃止されたが、496年（太和20年）に北魏により再設置、その後北斉により廃止され、隋初の開皇年間に再設置された。596年（開皇16年）、隋朝により鶏沢県と改称されたが、606年（大業2年）に廃止となり永年県に編入された。
唐朝が成立すると621年（武徳4年）に再設置された。その後元代の短期間に廃止されたが間もなく再設置、1958年にも廃止され管轄区域は曲周県に編入されたが、1962年に再設置され現在に至る。

## 行政区画
- 鎮:鶏沢鎮、小寨鎮、双塔鎮、曹荘鎮、浮図店鎮、呉官営鎮
- 郷:風正郷